# Air Mauritius
Air Mauritius Limited, hoạt động với tên gọi Air Mauritius, là hãng hàng không quốc gia của Mauritius. Hãng hàng không có trụ sở chính tại Trung tâm Air Mauritius tại Port Louis, Mauritius. Trung tâm chính là sân bay quốc tế Sir Seewoosagur Ramgoolam. 
Công ty là nhà cung ứng dịch vụ vận chuyển hàng không lớn thứ tư ở châu Phi cận Sahara, và có một vị thế quan trọng trong thị trường khu vực châu Âu, châu Phi, và Ấn Độ Dương; hãng hàng không này đã đoạt giải "hãng hàng không hàng đầu năm 2011 tại Ấn Độ Dương", khiến hãng trong năm thứ bảy liên tiếp giành được giải thưởng.

## Lịch sử
Công ty được thành lập vào ngày 14 tháng 6 năm 1967 bởi Air France, doanh nghiệp BOAC, và Chính phủ Mauritius, với mỗi bên nắm số cổ phần 27,5%; phần cổ phần còn lại đã được nắm giữ bởi Rogers và Công ty TNHH, tổng đại lý bán hàng cho Air France và BOAC ở Mauritius.

## Thỏa thuận liên danh
- Air Austral
- Air France
- Air India
- Air Madagascar
- Emirates
- Hong Kong Airlines
- Kenya Airways
- Malaysia Airlines
- Singapore Airlines
- South African Airways
- Virgin Australia

## Đội bay

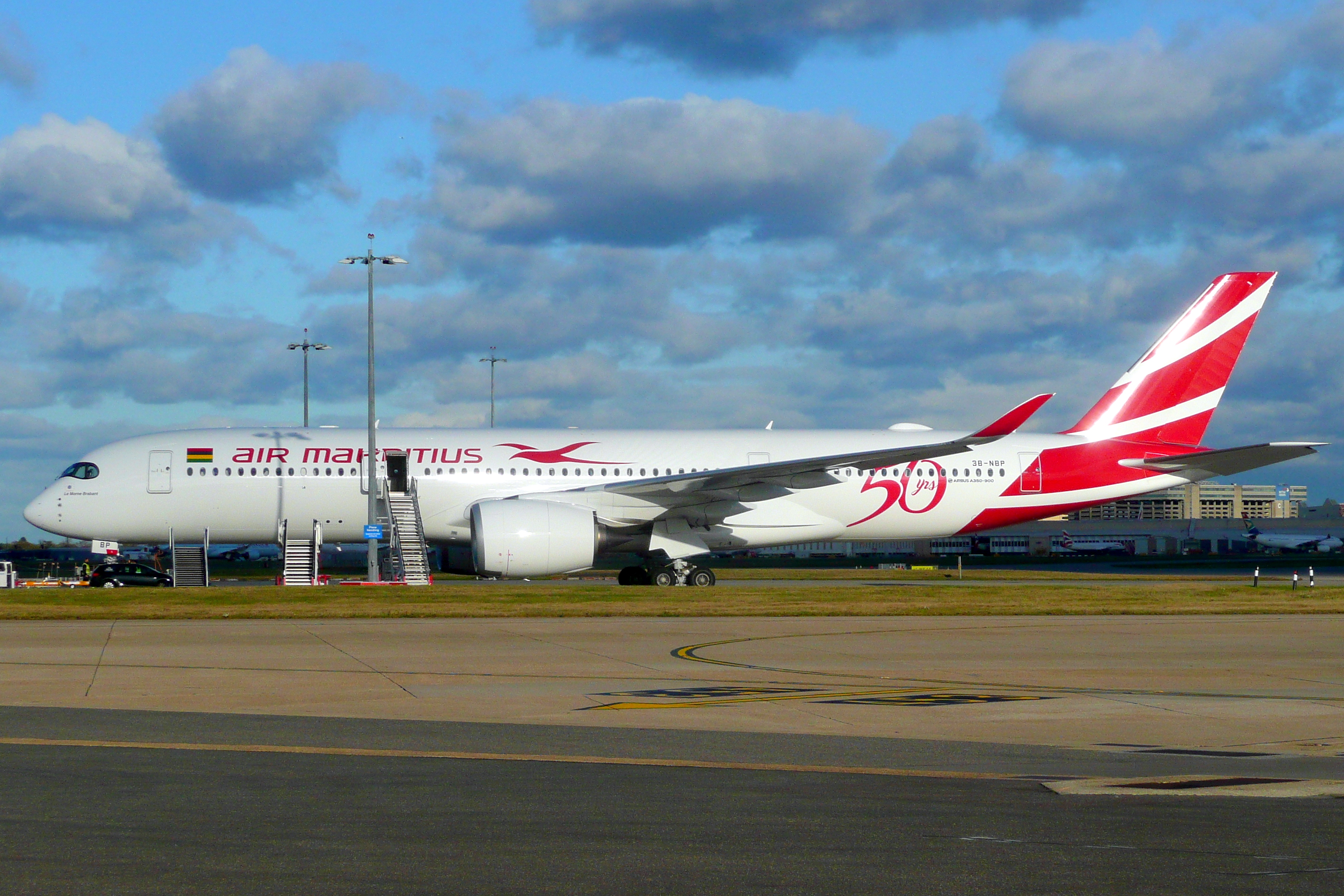
Airbus A350-900 tại Sân bay Heathrow

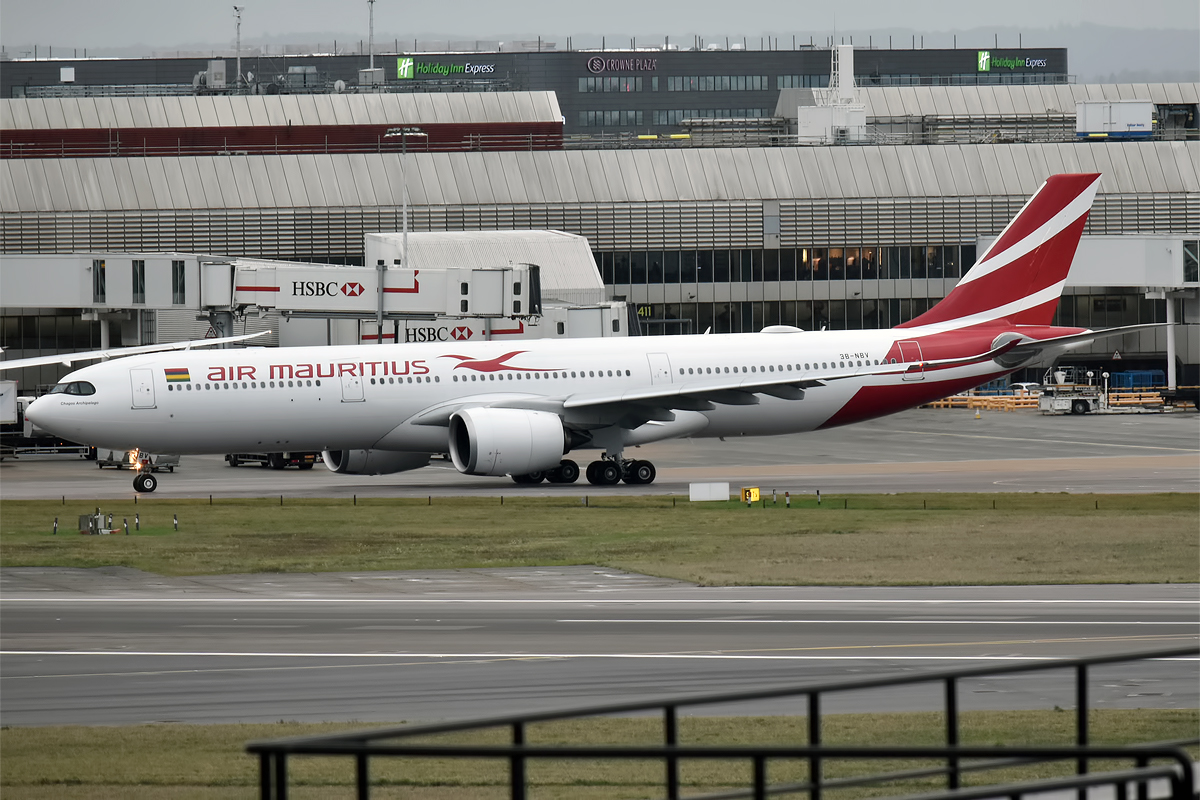
Airbus A330-900

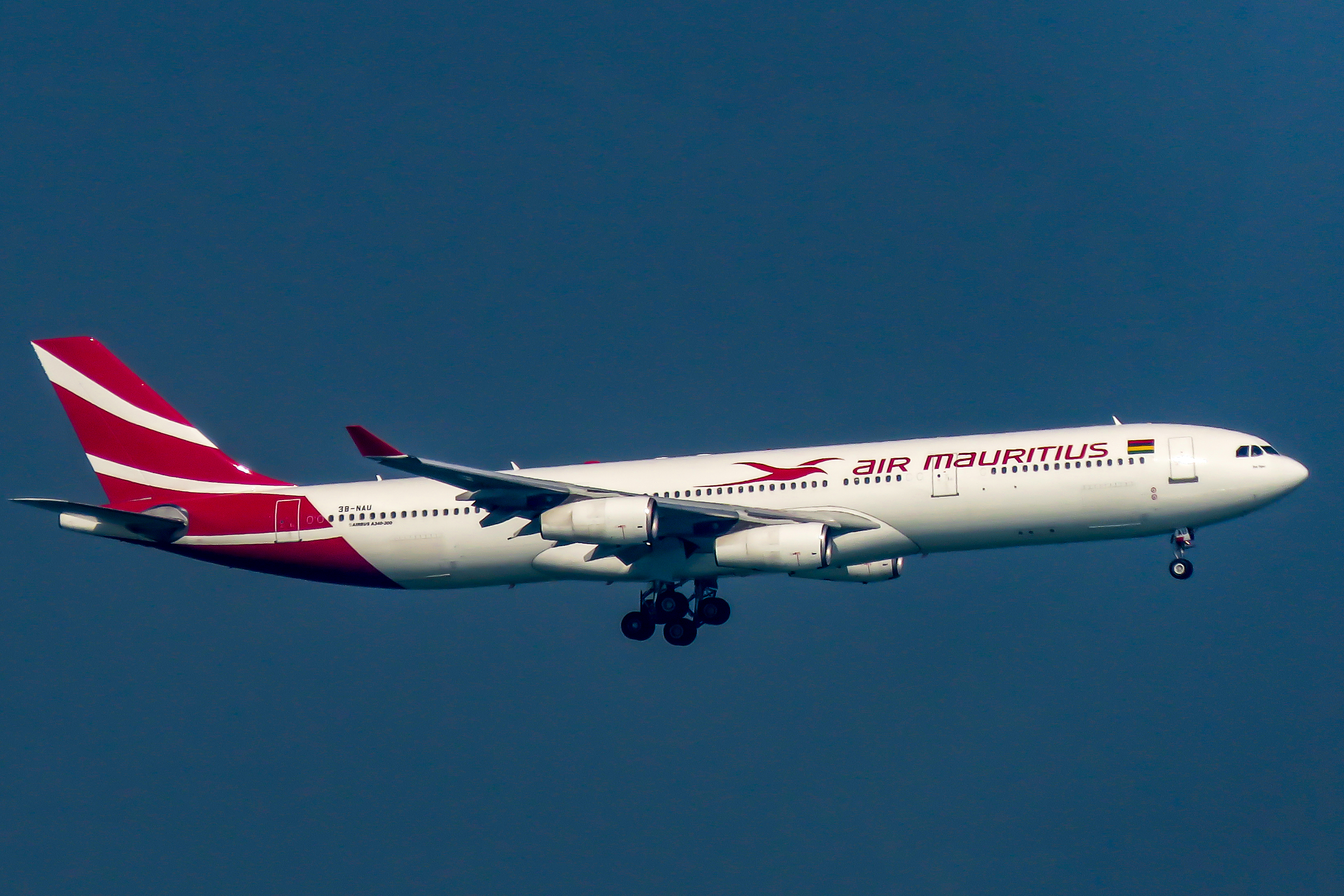
Airbus A340-300

Tính đến tháng 8/2024 :
| Máy bay         | Đang vận hành | Đặt hàng | Hành khách | Hành khách | Hành khách | Ghi chú         |  |
| Máy bay         | Đang vận hành | Đặt hàng | J          | Y          | Tổng       | Ghi chú         |  |
| --------------- | ------------- | -------- | ---------- | ---------- | ---------- | --------------- |  |
| Airbus A330-200 | 1             | —        | 24         | 251        | 275        |                 |  |
| Airbus A330-900 | 2             | —        | 28         | 260        | 288        |                 |  |
| Airbus A350-900 | 4             | 2        | 28         | 298        | 326        | 2 chiếc nằm sân |  |
| ATR 72-500      | 3             | —        | —          | 72         | 72         |                 |  |
| Tổng cộng       | 8             | 2        |            |            |            |                 |  |